# AS Mangasport
Association Sportive Mangasport w skrócie AS Mangasport – gaboński klub piłkarski grający w pierwszej lidze gabońskiej, mający siedzibę w mieście Moanda.

## Sukcesy
- I liga[1]
  - mistrzostwo (10): 1995, 2000, 2004, 2005, 2006, 2008, 2014, 2015, 2018, 2024/25.

- Puchar Gabonu[2]:
  - zwycięstwo (6): 1964, 1994, 2001, 2005, 2007, 2011.
  - finał (2): 2004, 2008.

- Superpuchar Gabonu[2]
  - zwycięstwo (4): 1994, 2001, 2006, 2015.

## Występy w afrykańskich pucharach
| Sezon     | Rozgrywki           | Runda   | Kraj                          | Klub                         | Dom | Wyjazd | Dwumecz      |
| --------- | ------------------- | ------- | ----------------------------- | ---------------------------- | --- | ------ | ------------ |
| 1996      | Puchar Mistrzów     | 1       | Nigeria                       | Shooting Stars FC            | 2–1 | 0–4    | 2–5          |
| 1997      | Puchar CAF          | 1       | Ghana                         | Asante Kotoko SC             | 2–1 | 0–2    | 2–3          |
| 2001      | Liga Mistrzów       | wstępna | Burkina Faso                  | USFA                         | 0–1 | 0–3    | 0–4          |
| 2005      | Liga Mistrzów       | wstępna | Angola                        | Sagrada Esperança            | 1–2 | 0–0    | 1–2          |
| 2006      | Liga Mistrzów       | wstępna | Nigeria                       | Enyimba FC                   | 1–0 | 0–2    | 1–2          |
| 2007      | Liga Mistrzów       | wstępna | Angola                        | CD Primeiro de Agosto        | 1–1 | 1–0    | 2–1          |
| 2007      | Liga Mistrzów       | 1       | Algieria                      | JS Kabylie                   | 3–1 | 0–3    | 3–4          |
| 2008      | Puchar Konfederacji | wstępna | Niger                         | AS-FNIS                      | 3–0 | 2–0    | 5–0          |
| 2008      | Puchar Konfederacji | 1       | Angola                        | Atlético Petróleos de Luanda | 1–0 | 2–1    | 3–1          |
| 2008      | Puchar Konfederacji | 2       | Mali                          | Djoliba Athletic Club        | 1–2 | 1–3    | 2–5          |
| 2009      | Liga Mistrzów       | wstępna | Demokratyczna Republika Konga | DC Motema Pembe              | 1–0 | 2–1    | 3–1          |
| 2009      | Liga Mistrzów       | 1       | Kamerun                       | Coton Sport FC de Garoua     | 2–3 | 1–2    | 3–5          |
| 2012      | Puchar Konfederacji | wstępna | Etiopia                       | Saint-George SA              | 0–1 | 0–4    | 0–5          |
| 2015      | Liga Mistrzów       | wstępna | Lesotho                       | Bantu FC                     | 1–0 | 0–0    | 1–0          |
| 2015      | Liga Mistrzów       | 1       | Mali                          | Stade Malien                 | 1–3 | 1–2    | 2–5          |
| 2016      | Liga Mistrzów       | wstępna | Kongo                         | Étoile du Congo              | 0–0 | 0–3    | 0–3          |
| 2018      | Puchar Konfederacji | wstępna | Demokratyczna Republika Konga | AS Maniema Union             | 0–1 | 1–1    | 1–2          |
| 2018/2019 | Liga Mistrzów       | wstępna | Wybrzeże Kości Słoniowej      | ASEC Mimosas                 | 0–0 | 0–1    | 0–1          |
| 2021/2022 | Puchar Konfederacji | wstępna | Botswana                      | Orapa United FC              | 0–0 | 0–0    | 0–0 (k. 2–3) |

## Stadion
Domowe mecze klub rozgrywa na stadionie o nazwie Stade Henri Sylvoz w Moandzie, który może pomieścić 9500 widzów.